# Ctenopteris devoluta
Ctenopteris devoluta là một loài thực vật có mạch trong họ Polypodiaceae. Loài này được (Baker) Tardieu miêu tả khoa học đầu tiên năm 1959.